# Borea (1902)
Borea – włoski niszczyciel z przełomu XIX i XX wieku, uczestnik I wojny światowej, jedna z sześciu jednostek typu Nembo. Okręt został zwodowany 12 grudnia 1902 roku w stoczni Pattison w Neapolu, a do służby w Regia Marina wszedł w październiku 1903 roku. Jednostka została zatopiona 15 maja 1917 roku na Adriatyku u wybrzeży Albanii, zniszczona przez austro-węgierskie niszczyciele SMS „Csepel” i „Balaton”.

## Projekt i budowa
„Borea” był jednym z sześciu bliźniaczych niszczycieli typu Nembo – pierwszych seryjnie zbudowanych we Włoszech jednostek tej klasy, nie licząc nieudanego „Fulmine”. Okręty zaprojektował inż. Luigi Scaglia przy współpracy specjalistów z brytyjskiej stoczni Thornycroft.
Okręt został zbudowany w stoczni Pattison w Neapolu. Stępkę niszczyciela położono 2 października 1899 roku, został zwodowany 12 grudnia 1902 roku, a do służby w Regia Marina przyjęto go 6 października 1903 roku.

## Dane taktyczno-techniczne
Okręt był niewielkim, pełnomorskim niszczycielem o długości całkowitej 64 metry (63,39 metra między pionami), szerokości 5,94 metra i zanurzeniu 2,29 metra. Wyporność normalna wynosiła 325 ton, a pełna 380 ton. Okręt napędzany był przez dwie pionowe maszyny parowe potrójnego rozprężania o łącznej projektowanej mocy 5000 KM (w praktyce maszyny osiągały większą moc, pomiędzy 5200 a 5350 KM), do których parę dostarczały trzy wodnorurkowe kotły Thornycroft. Dwuśrubowy układ napędowy pozwalał osiągnąć prędkość 30 węzłów. Okręt zabierał początkowo zapas 80 ton węgla. Po przystosowaniu kotłów do opalania mazutem zasięg wynosił 2200 Mm przy prędkości 9 węzłów (lub 330 Mm przy 25 węzłach).
Niszczyciel był uzbrojony w pięć pojedynczych dział sześciofuntowych kal. 57 mm Nordenfelta M1886 L/43. Masa działa wynosiła 338 kg, masa naboju 2,73 kg, kąt podniesienia lufy od -10 do +15°, prędkość wylotowa pocisku 670 m/s, a szybkostrzelność 18 strz./min. Uzbrojenie uzupełniały cztery pojedyncze wyrzutnie torped kal. 350 mm (14 cali).
Załoga okrętu składała się z 3–5 oficerów oraz 48–53 podoficerów i marynarzy.

## Służba
Pomiędzy 1908 a 1912 rokiem na okręcie zainstalowano nowe kotły, przystosowane do opalania paliwem płynnym, a także dodano trzeci komin. W 1909 roku dokonano zmiany uzbrojenia jednostki: zdemontowano wszystkie działa kal. 57 mm i wyrzutnie torped kal. 350 mm, instalując cztery pojedyncze działa kal. 76 mm (3 cale) QF Ansaldo M1897 L/40 i dwie pojedyncze wyrzutnie torped kal. 450 mm. Po przystąpieniu Królestwa Włoch do I wojny światowej, niszczyciel przystosowano do roli stawiacza min, a na jego pokładzie można było umieścić 10–16 min morskich. „Borea” wziął udział rankiem 15 maja 1917 roku w  bitwie w Cieśninie Otranto, eskortując konwój składający się ze statków SS „Carroccio”, SS „Verita”, SS „Bersagliere”. Zaatakowany przez austro-węgierskie niszczyciele SMS „Csepel” i „Balaton”, został u wybrzeży Albanii zatopiony ogniem artylerii, podobnie jak eskortowane parowce.